# Castello di Luzzara
Das Castello di Luzzara ist  eine abgegangene mittelalterliche Niederungsburg in Luzzara in der italienischen Region Emilia-Romagna. Sie stammt vermutlich aus dem 11. Jahrhundert.

## Geschichte
Als die Gonzagas 1328 in Mantua an die Macht kamen, wurde das Castello di Luzzara endgültig befestigt und durch den Bau eines kleinen Turms, den Burggrabens und der Umfassungsmauer erweitert.
Am 17. Juli 1557 verkaufte Massimiliano Gonzaga, der Herr von Luzzara, das Lehen an Guglielmo Gonzaga, den Herzog von Mantua, der die Umfassungsmauer einebnen und nur einen Teil erhalten ließ.
1702 wurden die Reste der Burg dem Erdboden gleichgemacht. Heute ist von der Burg keine Spur mehr zu finden.